# John Brown Gordon

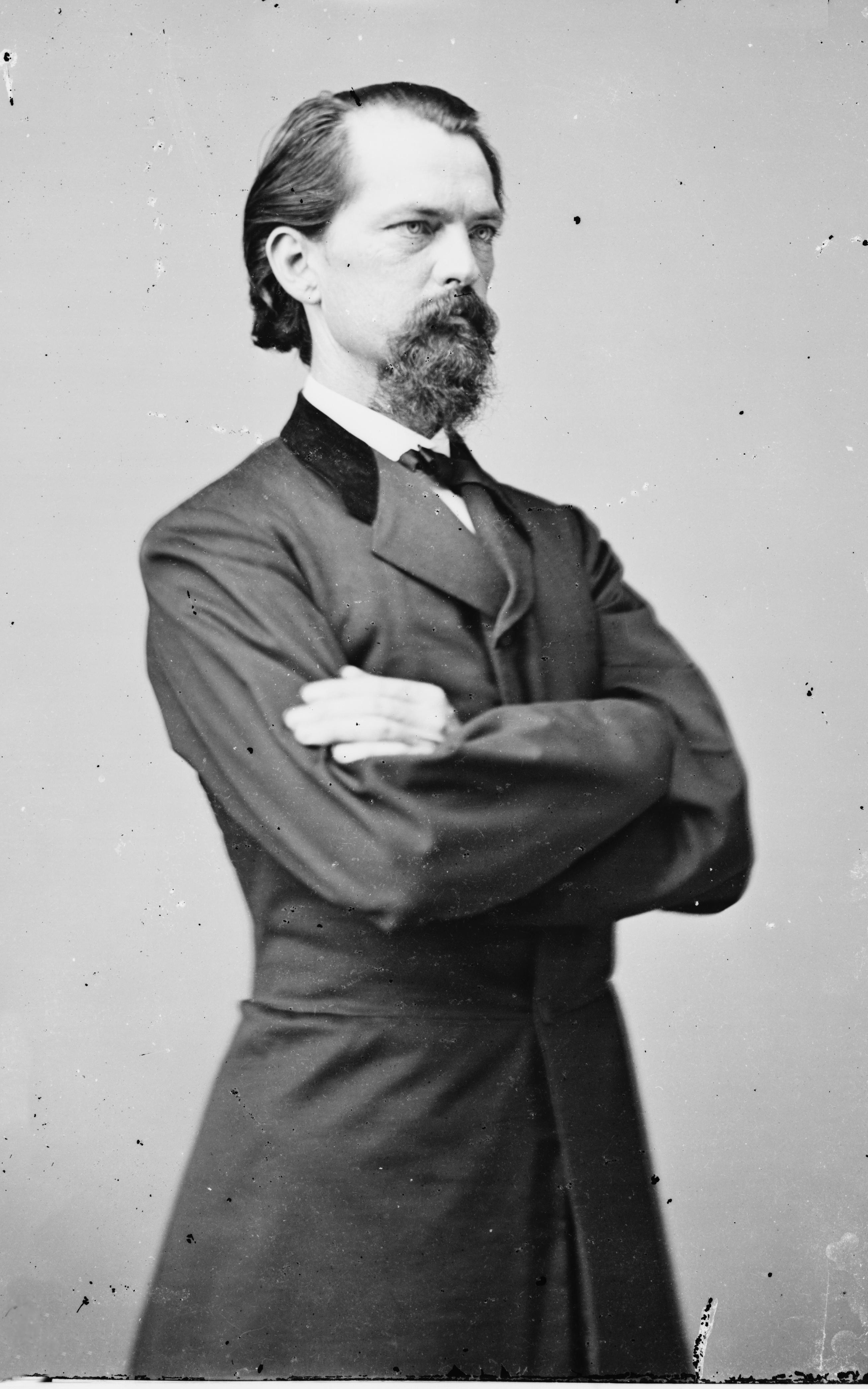
John Brown Gordon

John Brown Gordon, född 6 februari 1832 i Upson County, Georgia, död 9 januari 1904 i Miami, Florida, var en amerikansk advokat, politiker (demokrat) och generalmajor i Amerikas konfedererade staters armé under amerikanska inbördeskriget. Han var en av de ledande motståndarna till nordstaternas ockupation under Rekonstruktionstiden. Han ansågs allmänt vara ledaren för Ku Klux Klan i Georgia men detta offentliggjordes aldrig på grund av organisationens hemliga natur. Han representerade Georgia i USA:s senat 1873-1880 och 1891-1897. Han var guvernör i Georgia 1886-1890.

## Bakgrund och tidig karriär
Gordon föddes i Upson County som Zachariah och Malinda Gordons fjärde barn. Fadern var vid tidpunkten av hans födelse präst och plantageägare. Modern Malinda födde sammanlagt tolv barn. Familjen flyttade 1840 till Walker County där fadern var verksam som hotellägare. John Brown Gordon avbröt sina studier vid University of Georgia. Han studerade sedan juridik i Atlanta och inledde sin karriär som advokat där. Han gifte sig med Hugh A. Haralsons dotter Rebecca Haralson och arbetade sedan som journalist i delstatens dåvarande huvudstad Milledgeville. Efter en kort tid som journalist startade han företaget Castle Rock Coal Company med sin far i Dade County.

## Amerikanska inbördeskriget
Efter sin karriär inom kolindustrin blev Gordon officer i sydstatsarmén. Han befordrades 1861 till major och 1862 till överste. Han deltog i första slaget vid Bull Run och i slaget vid Williamsburg. Han sårades i huvudet i slaget vid Antietam. Han befordrades senare till brigadgeneral och 14 maj 1864 till generalmajor. Robert E. Lee hyllade honom för planeringen av en framgångsrik attack i slaget i vildmarken. Gordon befordrades till generalmajor efter sina insatser i slaget vid Spotsylvania Court House. Han deltog i slaget vid Cold Harbor och i flera andra slag i slutskedet av kriget. Han planerade attacken och förde befälet i slaget vid Fort Stedman.

## Ku Klux Klan
Gordon var delaktig i verksamheten av den olagliga och våldsamma organisationen Ku Klux Klan efter inbördeskriget. Hans exakt roll som ku kluxare var en hemlighet som aldrig offentliggjordes. Han kallades ändå ofta Grand Dragon och uppfattades vara ledare för klanen i Georgia. Han förhördes 1871 i fem timmar inför ett kongressutskott om situationen i Georgia men han ville inte vara specifik i sina svar. Han sade att han inte visste någonting om en organisation vid namnet Ku Klux Klan annat än vad som stod i tidningarna och vad han hade hört andra tala om organisationen. Han medgav ändå att han hade gått med i en hemlig organisation av "fredsbevarande" karaktär, som bestod av "delstatens laglydiga medborgare, i självförsvarssyfte". Han medgav att organisationen försvarade sig mot hotet från de svarta men att han aldrig personligen hade haft någonting emot dem. Han sade att det var carpetbaggers fel att vita sydstatare måste organisera sig. Han vägrade att gå in på detaljerna gällande organisationens struktur, medlemskap och ledarskap. Till sist medgav han att han hade kallats organisationens ledare i delstaten ("the chief of the State") av dess medlemmar men han påstod att ingenting hade hänt sedan dess och att den inte längre var aktiv.

## Politisk karriär
Som senator var Gordon en av upphovsmännen bakom 1877 års kompromiss som innebar slutet på Rekonstruktionstiden. Rutherford B. Hayes fick tillträda som president i utbyte mot att ockupationstrupperna drogs tillbaka från sydstaterna. Som politiker för demokraterna talade Gordon om en ny framtid fri från slaveriets ok, samtidigt som han hyllade vad konfederationen hade åstadkommit. Hans skickliga retorik och stödet från tidningen Atlanta Constitution gjorde honom politiskt väldigt stark. Han avgick 1880 från senaten för att arbeta för Western and Atlantic Railroad. Utnämningen av järnvägsbolagets tidigare vd Joseph E. Brown till Gordons efterträdare väckte skarp kritik. En av kritikerna var Rebecca Latimer Felton. Gordon var senare guvernör 1886-1890. Han efterträdde 1891 Brown i senaten. Han lämnade senaten andra gången år 1897 och skrev en framgångsrik memoarbok, Reminiscences of the Civil War.